# Distrito de Pulwama
Pulwama es un distrito de la India en el estado de Jammu y Cachemira.Código ISO: IN.JK.PU. Tiene una superficie de 1 398 km².

## Administración
El distrito de Pulwama tiene cuatro tehsiles: Pampore, Pulwama, Tral and Shopian. El centro administrativo es la ciudad de Pulwana. Estos cuatro tehsiles son los que organizan los 5 bloques administrativos del distrito: Pampore, Pulwama, Tral, Keller y Kakapora. Cada bloque consiste en un número determinado de panchayats.

## Política
Desde el punto de vista político, el distrito de Pulwama se organiza en asambleas. Hay cuatro de ellas: Pampore, Pulwama, Tral y Rajpora. En los años 2010 ha sido uno de los escenarios de la  insurgencia en Jammu y Cachemira. En 2019, el grupo islamista basado en Pakistán Jaish-e-Mohammed perpetró un atentado terrorista que acabó con la vida de 46 miembros de los organismo de seguridad indios.

## Demografía
Según censo 2011 contaba con una población total de 570 060 habitantes, de los cuales 272 072 eran mujeres y 297 988 varones.